# Literatura afroamericana
La literatura afroamericana és la tradició literària pertanyent als afroamericans i, per tant, part de la literatura dels Estats Units d'Amèrica en la mateixa mesura que es pot considerar com una literatura específica.

## Introducció
Aquest corpus textual s'inicia a finals del segle xviii, amb l'obra d'escriptors com Phillis Wheatley. Abans del punt d'importància assolit per aquesta literatura al segle xix gràcies a les narracions d'esclaus, la major part d'obres prenen la forma d'autobiografies espirituals. La Renaixença de Harlem de la dècada del 1920 va produir un període de gran producció i creativitat tant en la literatura com en els altres arts. S'han atorgat els premis més importants en literatura a representants afroamericans, com pot ser el Premi Nobel de Toni Morrison. Degut a la història de la comunitat negra als Estats Units sovint s'han explorat temes sobre la seva relació i el rol dins de la societat del país, la cultura pròpia dels afroamericans, el racisme, l'esclavitud i la igualtat. Les formes orals ocupen sovint una posició de preeminència, amb gèneres com els spirituals, sermons, gospel, blues o rap.
La situació social dels afroamericans ha canviat en el transcurs del segle, modificant amb ella els enfocaments de la seva literatura. Abans de la Guerra Civil Americana, aquesta tradició consistia en gran manera de memòries de persones escapades de l'esclavitud. El gènere de les narracions d'esclaus sovint prenen l'estructura d'una descripció de les condicions de vida durant l'esclavitud i el camí cap a la justícia, la redempció i la llibertat. Aviat es va establir una diferenciació entre la literatura dels esclaus alliberats i la literatura dels negres lliures nascuts al nord. Els negres lliures es trobaven amb la situació d'expressar la seva opressió en una forma narrativa diferent. Els negres lliures del nord sovint expressaven opinions polítiques contra l'esclavitud i les injustícies racials fent servir formes dels espirituals, gènere que adreçava temes en gran manera idèntics als que abordaven les narracions d'esclaus, si bé han estat relativament ignorats en les discussions acadèmiques.
A començaments del segle xx, es va engegar el debat entre assagistes com W. E. B. Du Bois i Booker T. Washington de com afrontar o aplacar les actituds racistes als Estats Units. Amb l'arribada del moviment afroamericà pels drets civils hi va haver autors com Richard Wright i Gwendolyn Brooks que centraven els seus assaigs sobre la segregació racial i el nacionalisme negre. Avui en dia es considera la literatura afroamericana com una part integral de la literatura estatunidenca, com demostren els premis i les vendes de llibres com Roots: The Saga of an American Family, d'Alex Haley, El color porpra d'Alice Walker (guanyador del premi Pulitzer) o Beloved de Toni Morrison.

## Història

### Primeres manifestacions literàries
Tant la història com la literatura afroamericanes precedeixen a la independència dels Estats Units. Lucy Terry és l'autora de l'obra més antiga coneguda d'aquesta tradició, una balada amb el títol de Bars Fight, de 1746. El poema tracta una incursió índia a Deerfield, on ella era esclava. La balada no va ser publicada fins a 1854, amb una estrofa afegida, al periòdic The Springfield Republican, i un any després al llibre HIstory of Western Massachusetts de Josiah Holland.
La poeta Phillis Wheatley (1753–1784) va autopublicar el seu llibre Poems on Varios Subjects l'any 1773, tres anys abans de la independència estatunidenca. Va ser no tan sols la primera persona afroamericana en publicar un llibre, sinó també la primera a aconseguir reputació internacional per la seva escriptura. Va néixer al Senegal, on va ser capturada i venuda com a esclava als Estats Units a un mercader de Boston. A l'edat de setze anys ja dominava la seva nova llengua quotidiana i la seva poesia va rebre l'admiració dels pares de la revolució com George Washington, qui li va donar les gràcies per un poema escrit en el seu honor. Alguns crítics citen la reeixida defensa de Wheatley com la primera mostra de literatura afroamericana. Ja que hi havia pogut haver escepticisme sobre l'autoria de Poems on Varios Subjects, Wheatley va incloure documents que acreditaven la seva identitat i motivacions literàries.
Un altre autor afroamericà de l'època és Jupiter Hammon (1711–1806?), considerat el primer autor negre en publicar als Estats Units, va escriure el seu poema An Evening Thought: Salvation by Christ with Penitential Cries en forma d'un pamflet d'una sola pàgina a començaments de 1761, i una oda a Phillis Wheatley en la qual parla de la seva humanitat compartida i els seus lligams comuns. El 1786, després de 76 anys com a esclau, Hammon va fer la seva proclama Adress to the Negroes of the State of New York. En ella Hammon declara: "Si algun com hem d'anar al cel trobarem que ningú podrà dir res del fet que siguem negres o que siguem esclaus", paraules que reflecteixen la seva idea d'una emancipació gradual cap a l'abolició de l'esclavitud. Se suposa que Hammon va romandre en l'esclavitud fins a la seva mort. Durant el segle xix va anar circulant gràcies a diverses reimpressions per part de grups abolicionistes.
William Wells Brown (1814–84) i Victor Séjour (1817–74) són considerats els primers autors de narrativa de ficció afroamericans. Séjour va néixer en llibertat a Nova Orleans i es va traslladar a França a l'edat de 19 anys. El 1837 va escriure el relat Le Mulâtre, que normalment és anomenat el primer conte escrit per un afroamericà tot i haver estar escrit en llengua francesa en un diari estranger sense gaire influència en l'evolució de la literatura afroamericana. Séjour tampoc va retornar a temes afroamericans en la seva escriptura. Brown, si més no, va ser conegut com a abolicionista, novelista i historiador al seu país natal. Va néixer sota l'esclavitud al Sud però va escapar al Nord, on va treballar per a causes abolicionistes i va ser un escriptor molt prolífic. La seva obra Clotel; or, The President's Daughter (1853) es considera la primera novel·la afroamericana, basada en el persistent rumor que Thomas Jefferson havia tingut una filla il·legítima amb la seva esclava Sally Hemmings. La novel·la va aparèixer inicialment a Anglaterra.
Ara bé, la primera novel·la afroamericana publicada en territori estatunidenc va ser Our Nig (1859), de Harriet Wilson, una obra que expressava les dificultats vitals dels negres lliures del Nord. La novel·la va ser redescoberta i publicada per segon cop per Henry Louis Gates, Jr. a començaments de la dècada del 1980, insistint que podria haver estat la primera novel·la d'aquesta literatura. S'han trobat paral·lels entre l'obra de Wilson i la seva pròpia biografia, el qual ha fet que alguns crítics considerin l'obra com una autobiografia, si bé la història conté elements que la distingeixen com una narració voluntàriament dissenyada per escapar el model de la novel·la sentimental i la visió de la maternitat decimonònica.
Una altra obra recentment descoberta és The Bondwoman's Narrative, escrita per Hannah Crafts entre 1853 i 1860. Crafts era una fugitiva de l'esclavitud, i en el cas d'haver estat escrita el 1853 podria ser de fet la primera novel·la afroamericana escrita al país, tot i que no va ser mai publicada durant la vida de l'autora, possiblement perquè mai no va ser part de cap cercle literari. La novel·la va ser publicada de nou el 2002 amb pròleg de Henry Louis Gates, Jr. La novel·la es pot situar entre els models de les narracions d'esclaus i la novel·la sentimental. La importància de l'obra rau en la seva reinterpretació de les històries de l'esclavitud i certa similitud amb l'estil de Charles Dickens. S'han trobat proves que aquesta obra es va serialitzar. Els crítics encara intenten desxifrar quina podria haver estat la seva influència sobre la literatura afroamericana posterior en cas d'haver circulat com a novel·la follestinesca.

### Narracions autobiogràfiques d'esclaus
Un gènere literari prominent cap a la meitat del segle xix és el de l'anomenada slave narrative, segments autobiogràfics escrits per esclaus fugitius sobre la seva vida al Sud i sovint la consecució de la llibertat. La voluntat d'aquests autors era descriure la crueltat patida durant la seva vida sota un sistema esclavista a més de l'afirmació de la humanitat dels esclaus com a persones, que els era negada al Sud. Al mateix temps, la controvèrsia contemporània sobre l'esclavitud va passar a l'altre costat de l'espectre ideològic també en literatura. Després de la publicació de La cabana de l'oncle Tom per part de l'abolicionista blanca Harriet Beecher Stowe el 1852, un bon nombre d'autors blancs del Sud partidaris de l'esclavisme van escriure novel·les conegudes com a "Anti-Tom", on defensaven les condicions del treball esclau segons el seu punt de vista i on representaven els obrers lliures del Nord com persones que havien de patir crueltats molt pitjors. Alguns exemples són Aunt Phillis's Cabin (1852) de Mary Henderson Eastman o The Sword and the Distaff (1853) de William Gilmore Simms.
Quant a les narratives d'esclaus, formen part d'un gènere propi i essencial de la literatura afroamericana. Prop de 6.000 ex-esclaus de Nord-amèrica i el Carib van escriure la història de les seves vides, de les quals unes 150 van ser publicades en forma de llibres autònoms o pamflets. Aquestes narracions poden ser classificades aproximadament en tres categories: les històries que condueixen a la redempció religiosa; les que tenen una voluntat política i donen representació al moviment abolicionista; i en tercer lloc, les es poden categoritzar com Bildungsroman o històries de progrés personal. Les més famoses històricament han estat les més polititzades per la seva fusió de voluntat anti-esclavista i l'empatia generada pel seu motlle autobiogràfic. Moltes d'aquestes avui en dia són reconegudes com les mostres més "literàries" entre els escrits afroamericans del segle xix, sent els dos més famosos l'autobiografia de Frederick Douglass i Incidents in the Life of a Slave Girl de Harriet Jacobs (1861).
Jacobs (1813–1897) va néixer sota l'esclavitud a Edenton, Carolina del Nord, i va ser la primera dona a produir una narració d'aquest gènere, tot i que va publicar el seu llibre sota el pseudònim Linda Brent. Es coneix la seva identitat per la seva correspondència amb amics i consellers, i sobretot amb Lydia Maria Child, qui esdevendria la seva editora. La història detalla la lluita de Jacobs per la llibertat; no només la seva pròpia, sinó per als seus dos fills. L'obra de Jacobs ocupa un lloc important en la història de la literatura afroamericana, ja que reclama l'atenció del lector sobre les injustícies particulars cap a la dona en el marc de l'esclavitud.

### Frederick Douglass
L'autor Frederick Douglass (c. 1818–95) va ser primer famós al Nord entre la seva audiència com a orador abolicionista, i com escriptor d'una obra detallant la seva vida com a esclau. Finalment va esdevenir l'afroamericà més important de la seva època i un dels més influents de la història americana. Douglass va néixer a Maryland en condició d'esclau, i va aconseguir escapar i unir-se a un bon nombre de moviments abolicionistes com la Societat Antiesclavista Estatunidenca. Va ser també editor de publicacions periòdiques. La seva obra més coneguda és la seva autobiografia, Narrative of the Life of Frederick Douglass, an American Slave, publicada el 1845. A l'època hi va haver crítics que atacaren el llibre pel seu escepticisme cap a la idea que un negre pogués haver produït a una obra de tal eloqüència. Malgrat aquests impediments racistes, el llibre va esdevenir un èxit de vendes immediat. Douglass més endavant va revisar i ampliar el llibre, publicat de nou sota el títol de My Bondage and my Freedom (1855). A més d'haver estat polític als Estats Units, també va escriure un gran nombre d'articles i assaigs importants.

### Després de l'era esclavista i la Guerra Civil
Un cop abolida l'esclavitud i finalitzada la Guerra Civil Americana es va produir un auge en el gènere de l'assaig entre els autors afroamericans, principalment sobre la qüestió de quin és el rol de la comunitat afroamericana en la nova societat.
El més important entre aquests escriptors és W. E. B. Du Bois (1868-1963), doctor en sociologia per la Universitat Harvard i un dels fundadors de la NAACP el 1910, així com professor a la Universitat d'Atlanta i més tard a la de Howard. A tombants de segle, Du Bois va publicar la seva influent compilació d'assaigs titulada The Souls of Black Folk. Aquesta assagística sobre el tema de la raça va representar una gran innovació, i en gran manera va basar els seus escrits en la seva experiència a la Geòrgia rural i en el conjunt dels Estats Units. En paraules de Du Bois: "El problema del segle XX serà el problema de la demarcació de color", una cita considerada premonitòria considerant la situació de segregació racial del país. Du Bois mantenia la creença que els afroamericans, a causa dels seus interessos compartits, haurien d'unir-se per lluitar contra el prejudici i la desigualtat.
Un altre autor rellevant del període és Booker T. Washington (1856-1915), considerat en gran manera un representant d'idees oposades a les de DuBois. Washington era pedagog de professió i fundador del Tuskegee Institute, una facultat universitària històricament negra d'Alabama. Entre les seves obres, Up from Slavery (1901). Tuskegee and its People (1905), My larger education (1911) exposen una creença en la necessitat per als afroamericans d'aconseguir un estatus social per si mateixos per competir en igualtat amb els blancs abans de poder postular-se més radicalment contra el racisme. Tot i que aquest punt de vista va aconseguir gran popularitat entre els blancs i alguns negres, aquesta línia ideològica ha estat històricament abandonada.
Elizabeth Keckley (1818-1907), ex-esclava que va aconseguir èxit professional com a dissenyadora de roba amb clients entre l'elit política de Washington, va publicar un llibre que li va procurar la ruïna financera al perdre la seva feina: Behind the Scenes; or, Thirty Year as a Slave and Four Years in the White House. Mentre que hi parla de les crueltats infligides sobre els esclaus i el seu resentiment, el llibre de Keckley es diferencia d'obres anteriors per la seva atenció en els incidents que van "donar forma al seu caràcter" i en com va demostrar la seva vàlua. La part final de la seva obra detalla la seva feina per a Mary Todd Lincoln. La seva tasca social es va centrar en la pobresa en dones i nens, i fou cofundadora de la institució de Washington Home for Destitute Women and Children. També va ser professora a la Wilberforce University d'Ohio.
Josephine Brown (nascuda el 1839), la filla petita del líder abolicionista i escriptor William Wells Brown, va començar a ee com estudiant a França una biografia del seu pare titulada Biography of an American Bondman, By His Daughter. La resta de capítols van ser escrits al seu retorn als Estats Units per reemplaçar una autobiografia del seu pare que en aquells moments es trobava descatalogada. Brown va ser una de les persones més actives contra l'esclavitud en els darrers anys de la seva existència.
Tot i que no era ciutadà estatunidenc sinó jamaicà, Marcus Garvey va ser un dels personatges més importants de l'època com a editor de publicacions, periodista i activista en pro del panafricanisme. Fundador de la Universal Negro Improvement Association i African Communities League, va ser defensor del nacionalisme negre i d'una visió social més positiva de les terres africanes d'on provenien els afroamericans per part d'ells mateixos. Va ser l'autor d'un gran nombre d'assaigs que van ser publicats a l'òrgan de la UNIA, el diari Negro World. Part del seu material acadèmic i d'altres escrits van ser reunits i publicats com llibres de no-ficció per part de la seva segona esposa Amy Jacques Garvey com Philosophy and Opinions of Marcus Garvey Or, Africa for the Africans (1924) i More Philosophy and Opinions of Marcus Garvey (1977).
Paul Laurence Dunbar, poeta en el dialecte negre rural del seu món, va ser el primer autor afroamericà de poesia que va rebre aclam al llarg del país. La seva primera obra, Oak and Ivy, fou publicada el 1893. La major part de l'obra de Dunbar, com When Malindy Sings (1906, que inclou fotografies fetes pel Hampton Institute Camera Club) i Joggin' Erlong (1906), ofereix imatges de com eren les vides dels afroamericans rurals de l'època. Tot i que Dunbar va morir ben jove, es va mantenir tota la vida com un poeta, assagista, novelista i autor de relats molt prolífic.
D'altres autors afroamericans que van aconseguir reconeixement a finals del segle xix i principis del XX inclouen Charles W. Chesnutt, autor de contes i assagista, o Mary Weston Fordham, autora de Magnolia Leaves, obra religiosa a la vegada que amb certs aspectes feministes, amb un pròleg de Booker T. Washington. La novelista i poeta Frances E. W. Harper (1825-1911), nascuda de pares lliures a Baltimore (Maryland, va rebre una educació extraordinària per l'època gràcies al fet que el seu oncle William Watkins dirigia una escola. El 1853 la publicació de la seva novel·la Eliza Harris, una resposta a La cabana de l'oncle Tom, li va donar atenció nacional. Va ser contractada per la Maine Anti-Slavery Society i va viatjar per vint ciutats durant les primeres sis setmanes a presentar un mínim de 31 conferències. El seu llibre Poems on Miscellaneous Sujects, un recull de poemes i assaigs amb un prefaci de William Lloyd Garrison, fou publicat el 1854 i va vendre més de 10.000 còpies en tres anys. Harper rebia els apel·latiu d'una "noble cristiana" i "una de les dones més educades i llegides del moment", però també va ser important en la seva lluita contra les mesures repressives contra els negres posteriors a la Guerra Civil.

### La Renaixença de Harlem
El que es coneix com a Harlem Renaissance és un període d'efervescència en la literatura i l'art afroamericans. El seu epicentre era la comunitat negra de Harlem, a la ciutat de Nova York, si bé formava part d'una situació favorable per al pensament, la política i la cultura, així com un nou èmfasi en la cultura urbana donada l'emigració afroamericana des de les comunitats rurals a les ciutats, especialment al nord. Nombrosos artistes i músics negres van produir obres considerades clàssiques des del jazz, al teatre, tot i que probablement les obres que s'han mantingut més famoses al llarg del temps són literàries.
Entre els escriptors més rellevats de la Renaixença de Harlem es troba el poeta Langston Hughes. La seva fama li va arribar inicialment el 1922 per la seva participació a The Book of American Negro Poetry, un recull editat per James Weldon Johnson que inclou l'obra dels més grans talents de l'època. D'altres llistats en aquesta compilació inclouen Claude McKay, autor de tres novel·les: Home to Harlem, Banjo i Banana Bottom, així com una col·lecció de relats. El 1926 Hughes va publicar la seva poesia individualment per primer cop sota el títol de THe Weary Blues, i l'any 1930 una novel·la, Not Without Laughter. Tal vegada el seu poema més famós sigui The Negro Speaks of Rivers, escrit a la seva adolescència, i el seu personatge més memorable el de Jesse B. Simple, un humil i pragmàtic nadiu de Harlem sota el nom del qual escrivia columnes còmiques al Chicago Defender i el New York Post. Publicades posteriorment en forma de llibres, Simple Speaks his Mind (1950), n'és l'exemple paradigmàtic. A la seva mort el 1967, Hughes havia escrit nou volums de poesia, vuit col·leccions de relats, dues novel·les i diverses obres de teatre, llibres infantils i traduccions.
Zora Neale Hurston és l'altre gran nom de l'època, com autora de la novel·la Their Eyes Were Watching God, de 1937. Tot i que l'obra de Hurston conté volums que inclouen antropologia, relat i novel·la, els seus escrits van romandre molt desconeguts durant dècades. La seva obra va ser redescoberta a la dècada del 1970 arrel d'un article d'Alice Walker de 1975 titulat In Search of Zora Neal Hurston. Walker veia en Hurston un model per a totes les escriptores afroamericanes.
Tot i que Hurston i Hughes han estat els dos escriptors més influents, d'altres autors inclouen Jean Toomer, Dorothy West, Countee Cullen, Frank Marshall Davis, Wallace Thurman. La gran rellevància del període rau en la universalitat i interès per a lectors d'altres orígens, i en el fet que la cultura negra es va trobar repentinament considerada com a part integral de la cultura dels Estats Units.

### La lluita pels drets civils
Durant la Primera Guerra Mundial va començar a tenir lloc una migració a gran escala d'afroamericans que va arribar al seu auge durant a la Segona Guerra Mundial. La població negra del sud fugia del racisme i la manca d'oportunitats i es va començar a instal·lar a ciutats del nord com Chicago, on es van establir com treballadors industrials i en altres sectors de l'economia. Aquesta migració va venir acompanyada d'una sensació d'independència, que va tenir una de les seves primeres manifestacions en la ja mencionada Renaixença de Harlem. Un altre dels seus efectes va ser atorgar poder al moviment que pugnava pels drets civils dels afroamericans, i que fou de gran influència als escriptors negres dels anys 40, 50 i 60. Tal com els activistes polítics lluitaven contra la segregació racial i la discriminació i anaven en la direcció de crear un nacionalisme negre, els escriptors adreçaven aquestes qüestions en les seves obres.
Un dels primers escriptors a adoptar aquesta òptica fou James Baldwin, tant des de la perspectiva de la raça com la sexualitat com a representant de la comunitat negra i homosexual. Baldwin, conegut especialment per la seva novel·la Go Tell It On The Mountain, va ser autor de vint obres ficció intensament autobiogràfica així com d'assaigs. Baldwin idolatrava l'obra del seu amic RIchard Wright, de qui deia que era "per mi l'escriptor negres més gran del món". L'obra més famosa de Wright és Native Son (1940), la història de Bigger Thomas, un home negre lluitant per aconseguir un lloc a la societat de Chicago. La novel·la va impressionar tant a Baldwin que va titular una de les seves col·leccions d'assaigs "Notes of a native son". Ara bé, l'amistat entre tots dos va defallir a causa d'un text de Baldwin on deia que aquella novel·la tenia una manca de personatges creïbles i complexitat psicològica. Wright també va escriure les novel·les Black Boy (1945), The Outsider (1953) i White Man, Listen! (1957).
L'altra gran novel·lista afroamericà d'aquest període és Ralph Ellison, autor de la seva novel·la Invisible Man (1952), guanyadora del Premi Nacional del Llibre l'any següent. Tot i que no va acabar cap altra novel·la durant la seva vida, la influència d'aquest llibre va ser prou gran per ocupar un lloc important en la història literària. Després de la seva mort, una segona novel·la, Juneteenth (1999) va aparèixer juntant parts de les més de 2.000 pàgines que havia anat recopilant durant quaranta anys. Hi ha una versió més completa del manuscrit, publicada sota el nom Three Days Before the SHooting (2010).
L'època dels drets civils també va comportar un apogeu de dones poetes afroamericanes, com pot ser Gwendolyn Brooks, la primera a guanyar el Premi Pulitzer quan se li va atorgar el 1949 pel seu primer volum de poesia, Annie Allen. Juntament amb Brooks, també cal anomenar poetes de les dècades del 1950 i 60 com Nikki Giovanni i Sonia Sanchez. En aquesta època un bon nombre de dramaturgs també van tenir un moment estelar: Lorraine Hansberry i la seva obra A Raisin in the Sun (guanyadora del premi del Cercle de Crítics de Nova York), o Amiri Baraka i les seves controvertides peces presentades en teatres independents, i que avui en dia és més conegut com a poeta i crític musical.
D'altra banda, aquest període va obrir les portes a nombrosos textos i llibres sobre drets humans i llibertats escrits pels líders d'aquests moviments. Un exemple important és l'obra de Martin Luther King Letter from Birmingham Jail.

### Anys recents
Des de 1970, la literatura afroamericana s'ha anat consolidant en el mainstream literari als Estats Units i a altres països com una part més de la literatura contemporània, a mesura que més escriptors negres han anat aconseguint èxit comercial, premis i consideració. Des d'aleshores, el món acadèmic progressivament ha anat incorporant aquesta tradició literària com una de les parts integrants de la literatura nord-americana.
Com a part del més ampli Black Arts Movement, inspirat pel moviment pels Drets Civils i Black Power, la literatura afroamericana va començar a rebre una definició i a ser analitzada. Un bon nombre d'investigadors i escriptors formen part dels fundadors d'aquesta definició i foren responsables de promoure i popularitzar la literatura afroamericana durant aquest període, entre ells Toni Morrison, Alice Walker i el poeta James Emanuel.
James Emanuel va fer un gran pas envers una definició general de la literatura afroamericana quan va editar (amb Theodore Gross) Dark Symphony: Negro Literature in America (1968), una col·lecció de textos publicada per una gran editorial. Aquesta antologia, conjuntament amb la feina educativa d'Emanuel al City College of New York (on va ser responsable d'introduir l'estudi de la poesia afroamericana), va influir en gran manera el naixement d'aquest gènere. D'altres antologies influents de l'època inclouen Black Fire: AN Anthology of Afro-American Writing, de LeRoi Jones (ara conegut com a Amiri Baraka) i Larry Neal el 1968; The Negro Caravan, coeditada per Sterling Brown, Arthur P. Davis i Ulysses Lee el 1969; i We Speak as Liberators: Young Black Poets - An Anthology, editada per Oorde Coombs i publicada el 1970.